# Zikmund Kolešovský
Zikmund Michal Kolešovský (2. května 1817 Praha – 22. července 1868 tamtéž) byl český hudební skladatel a pedagog.

## Život
Jeho otec byl varhaníkem v Praze. U něho získal všestranné hudební vzdělání. Studoval hru na housle na pražské konzervatoři, ale věnoval se i studiu skladby, zpěvu, církevní hudbě a hře na varhany. Mezi jeho učiteli byly významné postavy pražského hudebního života jako Bedřich Diviš Weber, Jan Václav Tomášek nebo Jan Nepomuk Augustin Vitásek.
Byl členem divadelního orchestru a po smrti svého otce se stal varhaníkem a ředitelem kůru v kostele sv. Štěpána a v kostele sv. Ignáce. V letech 1855–1859 byl ředitelem Žofínské akademie. Pro spory s konzervativním vedením se této funkce vzdal a založil vlastní ústav pro vyučování hudby. Vyučoval zde základy hudební nauky, skladbu a zpěv. Mezi jinými, byl jeho žákem také Zdeněk Fibich. Kromě toho vyučoval hru na varhany na německém učitelském ústavu. Ucházel se o místo ředitele pražské konzervatoře, ale to se mu nezdařilo.
Byl členem výboru Umělecké besedy, místopředsedou Jednoty pro vydávání klasických skladeb chrámových, čestný člen Spolku pro pěstování církevní hudby i členem Mozartea v Salcburku.
Svými fundovanými teoretickými a kritickými články přispíval do časopisů (Dalibor, Slavoj). Bývá řazen mezi zakladatele české hudební žurnalistiky a hudební kritiky.

## Dílo
Komponoval převážně chrámovou hudbu. Celkem je známo přes 30 děl, které vyšly tiskem nebo jsou v rukopisech uloženy v Národním museu.

### Chrámová hudba (výběr)
- 3 Introity (1840, 1842, 1843 – věnováno J. V. Tomáškovi))
- 3 Veni Sancte Spiritus (1836, 1850)
- Missa solemnis A et D (1852)
- Misa solemnis pastoralis
- 50. žalm pro mužský sbor s doprovodem 3 pozounů

### Světská hudba
- Die Scheide Stunde naht (mužský sbor)
- 2 písně na slova V. J. Picka (Nevěsta předoucí, Večerní klekání)
- Ebrejská elegie na slova Alois Vojtěcha Šmilovského